# Jean-Claude Le Hec
Jean-Claude Le Hec (né le 14 janvier 1940, à Plumergat et mort le 25 novembre 1993 à Vannes) est un coureur cycliste français. Professionnel de 1962 à 1965, il évolue au sein des équipes Gitane-Leroux-Dunlop-R. Geminiani et Peugeot-BP au cours de sa carrière.

## Biographie
Il débute en 1957 sous les couleurs de l'Union cycliste d'Auray. Son palmarès est principalement composé de critériums bretons. En 1961, il court sous le maillot du VC 12e. Il remporte le Grand Prix de France en 1961 chez les amateurs.   
Professionnel en 1962, Jean-Claude Le Hec termine septième des Boucles de la Seine en 1964 et onzième du Grand Prix des Nations en 1962.   
Il meurt en 1993 d'une maladie, à l'âge de cinquante-trois ans. Au début des années 2000, une course est organisée en son nom à Pluneret,.

## Palmarès
- 1960
  - 2e du Contre-la-montre du Critérium des Espoirs à Baugé
- 1961
  -  Médaillé d'or du contre-la-montre par équipes aux Jeux de l'Amitié[n 1]
  - Deux Jours de Saumur
  - Grand Prix de France
  - Championnat de l'Ile de France des sociétés avec le VC12e
- 1966
  - Grand Prix de Névez
  - 3e du Circuit des Trois Provinces
  - 3e du Grand Prix des Foires d'Orval
- 1967
  - 3e du Ruban granitier breton
  - 3e du Grand Prix des Foires d'Orval